# USS Walker (DD-517)
Lo USS Walker  (Hull classification symbol DD-517) è stato un cacciatorpediniere appartenente alla United States Navy, unità della prolifica e versatile classe Fletcher. Conobbe un intenso servizio nell'area dei Caraibi e poi sul teatro dell'Oceano Pacifico, quindi negli anni del dopoguerra rimase di riserva, comparendo anche in due lungometraggi. Nel 1970 fu trasferito alla Marina Militare italiana che lo ribattezzò Fante e lo tenne in servizio per sette anni assieme ad altre due unità della classe.

## Impiego operativo

### Con la United States Navy
Il cacciatorpediniere Walker venne costruito nei cantieri Bath Iron Works nel Maine. Lo scafo venne impostato il 31 agosto 1942 e il varo avvenne il 31 gennaio 1943. Consegnato alla United States Navy il 3 aprile 1943, fu destinato a operare nell'Atlantico dove svolse sia missioni di scorta che esercitazioni nei Caraibi, in preparazione ai compiti che l'avrebbero atteso nel Pacifico. In questo periodo si distinse nel salvataggio dell'equipaggio di un U-Boot tedesco affondato, e scortò il Segretario di Stato Cordell Hull da San Juan di Porto Rico a Casablanca, da dove questi avrebbe proseguito per Mosca, per partecipare alla terza conferenza interalleata.
Alla fine del 1943 il Walker venne destinato all'area del Pacifico dove operò fino al termine del conflitto, partecipando anche alla battaglia di Okinawa in appoggio alle forze da sbarco. Al termine del conflitto, nel quale venne decorato di sei Battle Star, tornato negli Stati Uniti d'America venne posto in riserva il 31 maggio 1946, per poi riprendere il servizio alla fine del 1950 per partecipare alla guerra di Corea, nel corso della quale venne decorato di altre due Battle Star. Terminata la guerra di Corea venne destinato a Pearl Harbor alle Hawaii dove rimase di base fino al 1963.
Entrato in cantiere per alcuni lavori allo scafo all'inizio del 1964, e terminati il 30 aprile dello stesso anno, partecipò al film prodotto da Frank Sinatra La tua pelle o la mia, ambientato sull'isola di Kauai, proseguendo nella sua carriera cinematografica nel 1965 con la partecipazione al film di Otto Preminger Prima vittoria, che ha come sfondo l'attacco di Pearl Harbor. A questo film prese parte anche il sommergibile USS Capitaine della classe Balao, che l'anno successivo, ribattezzato Alfredo Cappellini con distintivo ottico S 507, sarebbe entrato a far parte della Marina Militare.
Dopo questa parentesi cinematografica, venne destinato, sempre nel 1965, ad operare nelle acque vietnamite. La partecipazione alla guerra del Vietnam fece guadagnare all'unità altre tre Battle Star.

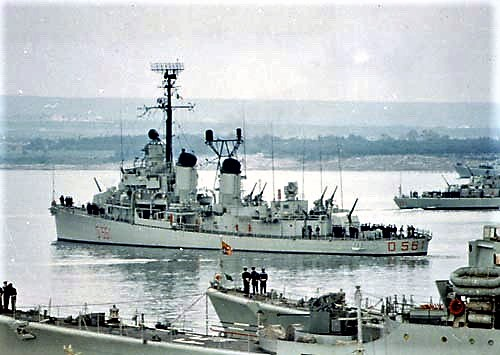
Il cacciatorpediniere dopo il trasferimento alla Marina Militare italiana

### Con la Marina italiana
Nel 1969 venne posto in disarmo dalla Marina statunitense e il 2 luglio 1969 entrò a far parte della Marina Militare italiana: fu ribattezzato Fante ebbe la matricola D 561, formando con i gemelli Geniere e Lanciere (del pari ceduti all'Italia) la classe Fante. Prestò servizio fino al 1975, per essere avviato nel 1977 alla demolizione.
Il motto dell'unità - " E come i fanti combatteron l'onde " - viene ripreso dai versi del brano La canzone del Piave.